# Gymnometriocnemus kamimegavirgus
Gymnometriocnemus kamimegavirgus är en tvåvingeart som beskrevs av Sasa och Hirabayashi 1993. Gymnometriocnemus kamimegavirgus ingår i släktet Gymnometriocnemus och familjen fjädermyggor. Inga underarter finns listade i Catalogue of Life.